# Байсгор (Канзас)
Байсгор (англ. Basehor) — місто (англ. city) в США, в окрузі Лівенворт штату Канзас. Населення — 6896 осіб (2020).

## Географія
Байсгор розташований за координатами 39°8′13″ пн. ш. 94°55′44″ зх. д. / 39.13694° пн. ш. 94.92889° зх. д. (39.136839, -94.928916).  За даними Бюро перепису населення США в 2010 році місто мало площу 17,48 км², з яких 17,30 км² — суходіл та 0,19 км² — водойми.

## Демографія
Згідно з переписом 2010 року, у місті мешкало 4613 осіб у 1751 домогосподарстві у складі 1337 родин. Густота населення становила 264 особи/км².  Було 1881 помешкання (108/км²).
Расовий склад населення:
| - 94,1 % — білих - 2,5 % — чорних або афроамериканців - 0,5 % — азіатів - 0,4 % — корінних американців |

До двох чи більше рас належало 1,9 %. Частка іспаномовних становила 3,6 % від усіх жителів.
За віковим діапазоном населення розподілялося таким чином: 26,5 % — особи молодші 18 років, 61,3 % — особи у віці 18—64 років, 12,2 % — особи у віці 65 років та старші. Медіана віку мешканця становила 37,6 року. На 100 осіб жіночої статі у місті припадало 94,3 чоловіків;  на 100 жінок у віці від 18 років та старших — 91,7 чоловіків також старших 18 років.
Середній дохід на одне домашнє господарство  становив 94 332 долари США (медіана — 83 836), а середній дохід на одну сім'ю — 107 385 доларів (медіана — 92 880). Медіана доходів становила 57 375 доларів для чоловіків та 38 971 долар для жінок. За межею бідності перебувало 5,3 % осіб, у тому числі 8,2 % дітей у віці до 18 років та 5,2 % осіб у віці 65 років та старших.
Цивільне працевлаштоване населення становило 2719 осіб. Основні галузі зайнятості: освіта, охорона здоров'я та соціальна допомога — 27,2 %, роздрібна торгівля — 10,6 %, фінанси, страхування та нерухомість — 10,2 %.